# Jean-Yves Le Drian

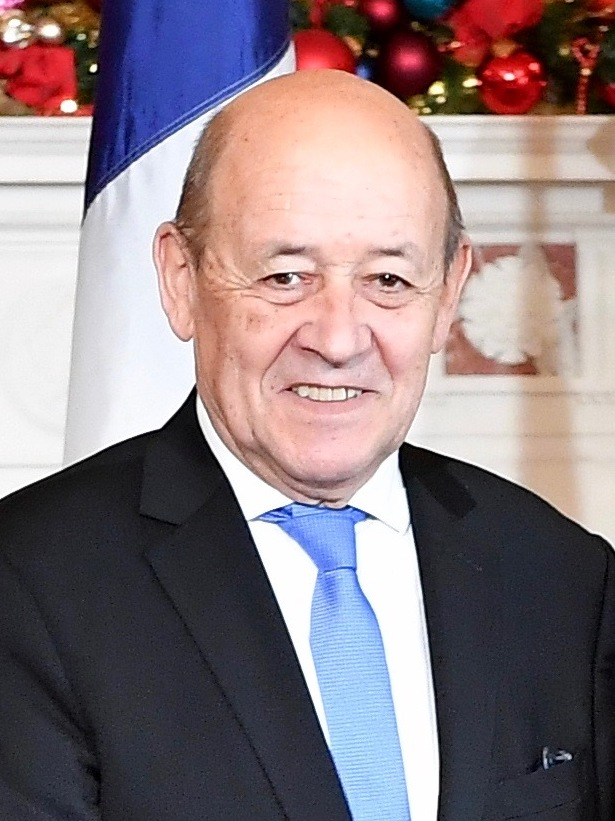
Jean-Yves Le Drian (2017)

Jean-Yves Le Drian (* 30. Juni 1947 in Lorient, Département Morbihan) ist ein französischer Politiker (Territoires de Progrès, bis 2018 Parti Socialiste) und war von 2017 bis 2022 Außenminister Frankreichs. Zuvor war er langjähriger Abgeordneter in der Nationalversammlung, von 1981 bis 1998 Bürgermeister von Lorient, von 2004 bis 2012 und von 2015 bis 2017 Präsident des Regionalrates der Bretagne sowie von 2012 bis 2017 Verteidigungsminister.

## Leben

### Herkunft und Ausbildung
Le Drian wuchs in einer katholischen Arbeiterfamilie in der bretonischen Kleinstadt Lanester, einem Vorort der Hafenstadt Lorient, auf. Bereits als Schüler war er Erster Sekretär der katholischen Jugendorganisation Jeunesse étudiante chrétienne (JEC) im Département Morbihan. Er begann 1966 ein Studium der Geschichtswissenschaften an der Universität Rennes 2. Während seines Studiums war er Vorsitzender des Studentenverbandes Union nationale des étudiants de France (UNEF) und leitete deren Protestaktionen im Mai 1968.
Nach Abschluss des Studiums mit einem Diplom wurde er 1968 Geschichtslehrer an einem Lycée in Hennebont. Er bestand 1971 die Agrégation (Lehrbefugnis für höhere Schulen), anschließend leistete er Wehrdienst beim 512. Trainregiment in Saint-Lô. Danach kehrte er 1973 als Wissenschaftlicher Assistent und Lehrbeauftragter für Zeitgeschichte an die Universität Rennes 2 zurück.

### Kommunalpolitik
Le Drian wurde 1974 Mitglied der PS und 1975 Sekretär der PS in Lorient. Im März 1977 wurde er Beigeordneter für Wirtschaft des Bürgermeisters von Lorient. Von Juli 1981 bis März 1998 war er dort Bürgermeister. Anschließend blieb er bis April 2004 einfaches Mitglied des Gemeinderates von Lorient.

### Abgeordneter und Staatssekretär
Im April 1978 wurde er als Kandidat der PS erstmals zum Abgeordneten der Nationalversammlung gewählt; dort vertrat er bis zu seiner Mandatsniederlegung im Juni 1991 den 5. Wahlkreis des Départements Morbihan. Le Drian verzichtete auf seinen Parlamentssitz, nachdem er am 16. Mai 1991 zum Staatssekretär für Meeresangelegenheiten in das Kabinett von Premierministerin Edith Cresson berufen worden war, dem er bis zum Ende von Cressons Amtszeit am 2. April 1992 angehörte.
Am 12. Juni 1997 wurde er dann abermals zum Abgeordneten der Nationalversammlung und vertrat in dieser bis zu seiner Ablösung durch Françoise Olivier-Coupeau am 19. Juni 2007 wiederum den 5. Wahlkreis des Départements Morbihan.

### Regionalratspräsident der Bretagne

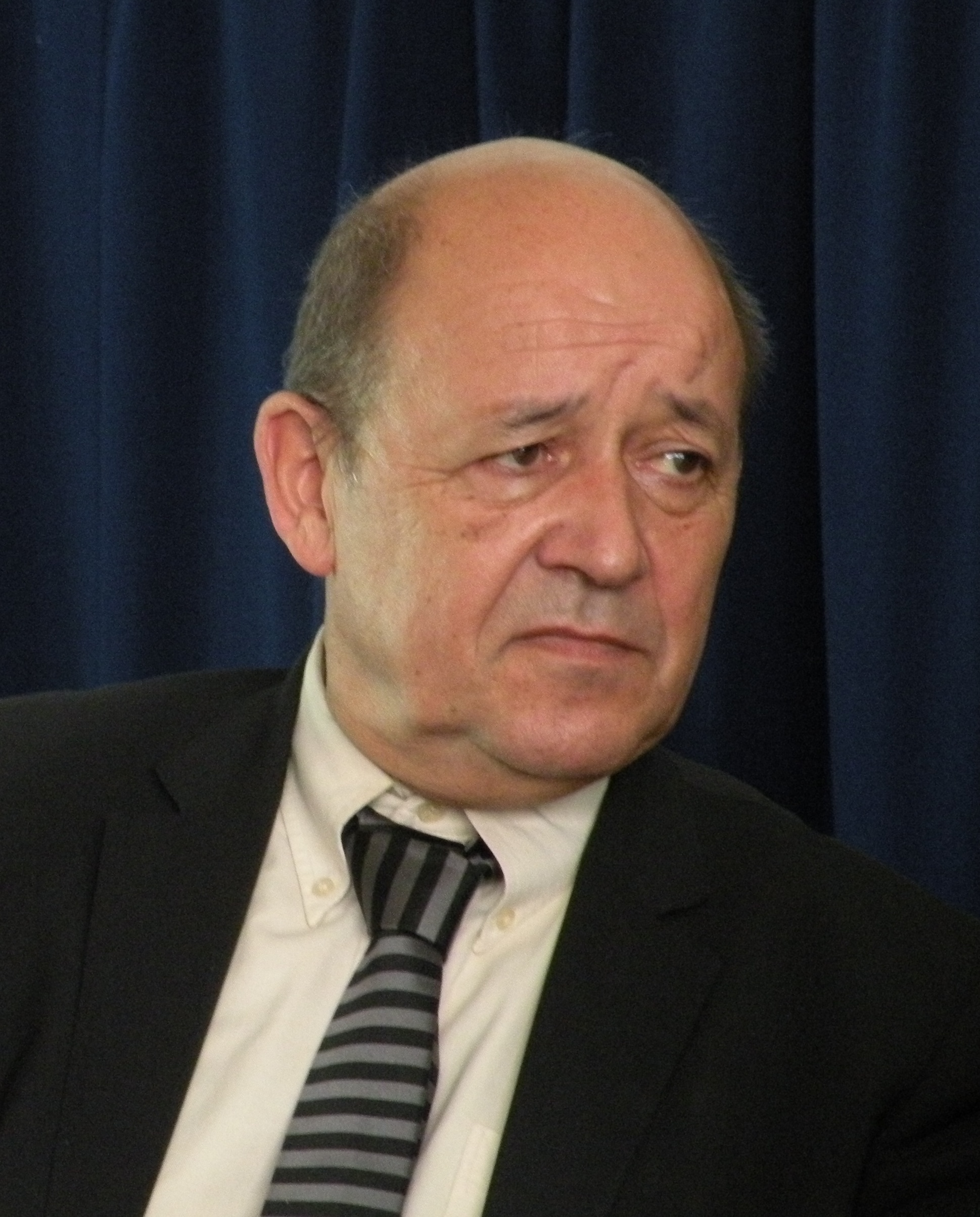
Jean-Yves Le Drian (2011)

Im März 1998 wurde Le Drian in den Regionalrat der Region Bretagne gewählt. Ab dem 28. März 2004 war er als Nachfolger von Josselin de Rohan Präsident des Regionalrates der Bretagne. Im ersten Wahlgang erhielt er 38,5 Prozent, während Amtsinhaber de Rohan von der konservativen UMP 25,6 Prozent und der Kandidat der zentristischen UDF 11,1 Prozent erhielten. In der zweiten Wahlrunde vereinigte sich die von Le Drian geführte Liste aus PS, PCF und PRG mit der der Grünen und der bretonisch-nationalistischen UDB. Zusammen erhielten sie 58,7 Prozent sowie 57 der 83 Sitze im Regionalrat; UMP und UDF bekamen zusammen 41,4 Prozent und 26 Sitze. Das Amt des Regionalratspräsidenten trat er offiziell am 2. April 2004 an. Bei seiner Wiederwahl im März 2010 erhielt Le Drians PS-PCF-Liste (diesmal ohne Grüne und UDB) im zweiten Wahlgang 50,27 Prozent der Stimmen. Nach seiner Ernennung zum Minister trat er im Juni 2012 von der Präsidentschaft zurück, sein Nachfolger wurde der bisherige Vizepräsident Pierrick Massiot (ebenfalls PS). Le Drian blieb aber einfaches Mitglied des Regionalrates.
Bei der Regionalwahl 2015 trat Le Drian erneut als Spitzenkandidat in der Bretagne an. Nachdem seine Liste aus PS und PRG (ohne Grüne und Kommunisten) bereits im ersten Wahlgang mit 34,9 Prozent der Stimmen klar in Führung gelegen hatte, erhielt sie im zweiten Wahlgang 51,4 Prozent der abgegebenen Stimmen. Le Drian kündigte an, bis auf weiteres gleichzeitig Präsident des Regionalrates und Verteidigungsminister bleiben zu wollen: „Ich bleibe so lange Verteidigungsminister, wie der Präsident dies für notwendig hält.“ Die Regelungen für die Kabinettsmitglieder unter Präsident Hollande verboten eigentlich ein solches Kumulieren von Funktionen. Nach seiner Ernennung zum Außenminister unter Präsident Emmanuel Macron trat Le Drian als Regionalratspräsident zurück. Nachfolger wurde sein Parteikollege und bisheriger 1. Stellvertreter Loïg Chesnais-Girard.

### Verteidigungs- und Außenminister
Le Drian wurde nach der Wahl von François Hollande zum Staatspräsidenten und der Benennung von Jean-Marc Ayrault zum Premierminister von diesem am 16. Mai 2012 Verteidigungsminister in dessen Kabinett. Er übte dieses Amt auch in allen folgenden Regierungen (Ayrault II, Valls I, Valls II, Cazeneuve) aus. In seine Amtszeit fällt unter anderem der Rückzug der französischen Truppen aus dem ISAF-Einsatz in Afghanistan 2012, die Militärintervention in Mali 2013 und deren Fortsetzung in der Opération Barkhane in der Sahelzone seit 2014. Ebenso verantwortete er als Verteidigungsminister die französischen Luftschläge in Syrien, die nach den Terroranschlägen am 13. November 2015 in Paris verstärkt wurden.
Bei der Vorwahl der Sozialisten im Vorfeld der Präsidentschaftswahl 2017 unterstützte Le Drian den bisherigen Premierminister Manuel Valls. Als dieser jedoch Benoît Hamon vom linken Parteiflügel unterlag, wandte sich Le Drian dem Zentristen Emmanuel Macron zu, der aus der PS ausgetreten war und seine eigene Bewegung En Marche gründete. Macron gewann die Wahl und ernannte Le Drian am 17. Mai 2017 zum Außenminister im Kabinett des Premierministers Édouard Philippe. Da die Sozialistische Partei jedoch in Opposition zu Macrons Regierung steht, bedeutete dies einen Bruch mit seiner Partei. Am 8. März 2018 trat er aus der PS aus. Anfang 2020 gründete er zusammen mit Olivier Dussopt die Partei Territoires de progrès (TDP), die den „linken Flügel“ der Macron-Unterstützer bildet. Im Kabinett Castex (ab Juli 2020) wurde Le Drian als Außenminister bestätigt und hatte dieses Amt bis Mai 2022 inne. Im neuen Kabinett Borne übernahm Catherine Colonna das Amt.
2019 wurde ihm der große Orden der Aufgehenden Sonne am Band verliehen.